# Lijst van voetbalinterlands Griekenland - Joegoslavië
Deze lijst van voetbalinterlands is een overzicht van alle officiële voetbalwedstrijden tussen de nationale teams van Griekenland en Joegoslavië. De landen hebben achttien keer tegen elkaar gespeeld. De eerste ontmoeting, een vriendschappelijke wedstrijd, werd gespeeld in Athene op 26 januari 1930. De laatste confrontatie, eveneens een vriendschappelijke wedstrijd, vond plaats op 20 september 1989 in Novi Sad.

## Wedstrijden
| №  | Plaats       | Datum             | Competitie           | Wedstrijd                 | Uitslag |
| -- | ------------ | ----------------- | -------------------- | ------------------------- | ------- |
| 1  | Athene       | 26 januari 1930   | Vriendschappelijk    | Griekenland – Joegoslavië | 2 – 1   |
| 2  | Belgrado     | 15 maart 1931     | Vriendschappelijk    | Joegoslavië – Griekenland | 4 – 1   |
| 3  | Belgrado     | 26 juni 1932      | Vriendschappelijk    | Joegoslavië – Griekenland | 7 – 1   |
| 4  | Boekarest    | 3 juni 1933       | Vriendschappelijk    | Griekenland – Joegoslavië | 3 – 5   |
| 5  | Athene       | 23 december 1934  | Vriendschappelijk    | Griekenland – Joegoslavië | 2 – 1   |
| 6  | Sofia        | 20 juni 1935      | Vriendschappelijk    | Griekenland – Joegoslavië | 1 – 6   |
| 7  | Belgrado     | 9 mei 1953        | WK 1954 kwalificatie | Joegoslavië – Griekenland | 1 – 0   |
| 8  | Athene       | 28 maart 1954     | WK 1954 kwalificatie | Griekenland – Joegoslavië | 0 – 1   |
| 9  | Athene       | 5 mei 1957        | WK 1958 kwalificatie | Griekenland – Joegoslavië | 0 – 0   |
| 10 | Belgrado     | 10 november 1957  | WK 1958 kwalificatie | Joegoslavië – Griekenland | 4 – 1   |
| 11 | Belgrado     | 18 november 1972  | WK 1974 kwalificatie | Joegoslavië – Griekenland | 1 – 0   |
| 12 | Athene       | 19 december 1973  | WK 1974 kwalificatie | Griekenland – Joegoslavië | 2 – 4   |
| 13 | Thessaloniki | 16 november 1977  | Vriendschappelijk    | Griekenland – Joegoslavië | 0 – 0   |
| 14 | Skopje       | 15 november 1978  | Vriendschappelijk    | Joegoslavië – Griekenland | 4 – 1   |
| 15 | Split        | 29 april 1981     | WK 1982 kwalificatie | Joegoslavië – Griekenland | 5 – 1   |
| 16 | Piraeus      | 29 november 1981  | WK 1982 kwalificatie | Griekenland – Joegoslavië | 1 – 2   |
| 17 | Athene       | 5 april 1989      | Vriendschappelijk    | Griekenland – Joegoslavië | 1 – 4   |
| 18 | Novi Sad     | 20 september 1989 | Vriendschappelijk    | Joegoslavië – Griekenland | 3 – 0   |

## Samenvatting
| Competitie        | Totaal gespeeld | Winst Griekenland | Gelijk | Winst Joegoslavië | Doelsaldo Griekenland – Joegoslavië |
| ----------------- | --------------- | ----------------- | ------ | ----------------- | ----------------------------------- |
| WK-kwalificatie   | 8               | 0                 | 1      | 7                 | 5 − 18                              |
| Vriendschappelijk | 10              | 2                 | 1      | 7                 | 12 −35                              |
| Totaal            | 18              | 2                 | 2      | 14                | 17 − 53                             |